# Limosina rohaceki
Limosina rohaceki är en tvåvingeart som beskrevs av Papp 1978. Limosina rohaceki ingår i släktet Limosina och familjen hoppflugor. Inga underarter finns listade i Catalogue of Life.